# Gerhard Gran
Gerhard von der Lippe Gran, född den 9 december 1856 i Bergen, död den 7 april 1925 i Oslo, var en norsk litteraturhistoriker.
Gran blev cand.philol. 1881. Han grundade 1890 tidskriften Samtiden tillsammans med Jørgen Brunchorst, skrev mindre avhandlingar och kritiker samt ett större arbete om Wergelandstiden, Norges Dæmring (1899). 1899 utnämndes han också till professor i nordisk litteratur vid Universitetet i Oslo, där han 1903 upprättade ett litteraturhistoriskt seminarium. Från 1906 gav han ut serien Småskrifter fra Det litteratur-historiske seminar. Åren 1902–1914 redigerade han Nordmænd i det 19de aarhundrede och skrev själv biografierna över Johan Sebastian Welhaven, Henrik Wergeland, Bjørnstjerne Bjørnson och Henrik Ibsen; särskilt bra anses skildringen av Wergeland vara. Han planerade ett större verk om "det 19:e århundradets tillblivelse" och började med två band om Jean-Jacques Rousseau (1910–1911), som bygger på psykologiska teorier; verket blev dock aldrig fullbordat. 1910 kom en liten skrift, Bjørnstjerne Bjørnson, høvdingen, och 1916 en biografi över Bjørnson (i den danska serien Mennesker).
Även om Gran tog avstamp i 1880-talets naturalism hade han också känsla för religiösa värden, något som den lilla skriften Religiøs uro (1912) vittnar om. 1918 gav han ut Henrik Ibsen; liv og verker, den första fullständiga Ibsen-biografin på ett nordiskt språk, och 1922 kom biografin Alexander L. Kielland og hans samtid. Sina mindre arbeten samlade han i Norsk aandsliv gjennem hundrede aar (tre samlingar, 1915–1919) och i Fremmed aandsliv (1920); efter hans död kom biografin Charles Dickens (1925).
Som litteraturhistoriker intresserade Gran sig mer för diktarens personlighet och miljö än för själva verken. 1919 tog han avsked som professor och ägnade sig helt åt sin skribent- och redaktörsverksamhet. Från 1892 hade han redigerat Samtiden ensam, från 1904 var han norsk redaktör för Nordisk tidsskrift (Letterstedtske) och 1914 grundade han Edda: Nordisk tidsskrift for litteraturforskning; det var också han som lade fram idén till Norsk biografisk leksikon.